# Tractat de Londres (1949)
El Tractat de Londres o Estatut del Consell d'Europa, ratificat el 5 de maig de 1949, és un tractat internacional que estableix les bases del Consell d'Europa, organisme internacional que impulsa una unitat d'acció dels estats d'Europa mitjançant la col·laboració entre ells i amb l'exigència d'utilització de mètodes democràtics. Va ser signat al Palau de Saint James de Londres i rubricat per deu estats —Bèlgica, França, Luxemburg, Països Baixos i Regne Unit— als quals s'uneixen Irlanda, Itàlia, Dinamarca, Noruega i Suècia.
El seu objectiu fonamental es va expressar en el capítol I:
| « | La finalitat del Consell d'Europa consisteix a realitzar una unió més estreta entre els seus membres per salvaguardar i promoure els ideals i els principis que constitueixen el seu patrimoni comú i afavorir el seu progrés econòmic i social. | » |

Les seves finalitats són la defensa dels drets humans, de la democràcia pluralista i de la preeminència del dret, així com també potenciar la identitat europea entre tots els ciutadans i ciutadanes d'aquest continent. Els objectius s'aconseguirien, mitjançant acords en els àmbits econòmic, social, cultural, científic, jurídic i administratiu, i la major efectivitat dels drets humans i les llibertats fonamentals:
| « | L'examen dels afers d'interès comú, la conclusió d'acords i l'adopció d'una acció conjunta en els camps econòmic, social, cultural, científic, jurídic i administratiu, així com la salvaguarda i la major efectivitat dels drets humans i les llibertats fonamentals. | » |